# Kaabu
Kaabu je bilo drevno mandinško kraljevstvo na prostoru današnjeg Senegala i Gvineje Bisau. Mandinke ga zovu Kaabu, Sereri ga zovu Kabou ili Gabou, Fulbe ga zovu Ngabou.
Kraljevstvo je prema usmenoj tradiciji osnovao Malinka Tiramakan Traoré, jedan od generala vojske Soundiate Keite, osnivača Malijskog Carstva. Početkom 13. stoljeća osvojio je krajeve koji su postali le kraljevstvo Kaabu, prvi vazal Malijskog Carstva. Nakon pada ovog carstva tri su dinastije, sve podrijetlom iz naroda Malinka, vladali su Gabouom, dinastije Nancoo, Sané i Mané, podrijetlom Malinke, Bajnuci i Diole. Prije dolaska malinških osvajača, ove su krajeve nastanjivali razni narodi, Diole, Fulbe, Bajnuci, Manžaci, Balante i još neke mandinške skupine: Sosse i Soninke.